# 2014年利比亚未遂政变
2014年，利比亚國民解放軍指挥官哈利法·贝加斯姆·哈夫塔尔少将的支持者发动了两次未遂政变。

## 第一次
哈夫塔尔和他的追随者于2014年2月14日上午控制了利比亚的各个主要政府机构，并电视讲话解散当时的国民议会、政府并取消当时的宪法。哈夫塔尔自称以利比亚共和联盟的名义行事，并声称他并非想发动政变，而是“拨正革命的道路”。 

### 反应
《独立报》报道称，尽管哈夫塔尔发表了声明，但的黎波里的哈夫塔尔支持者存在似乎微乎其微， 路透社也证实了这一说法。 美国驻利比亚大使萨菲拉·德博拉也称，哈夫塔尔的声明似乎毫无用处。 
利比亚国防部长阿卜杜拉·阿尔萨尼在回应哈夫塔尔声明时声称，哈夫塔尔的追随者部队驻扎在的黎波里是谎言，并指控哈夫塔尔政府没有合法性。他已经以策划政变为由对哈夫塔尔发出了逮捕令。 
同样，利比亚总理扎伊丹在当地公共电视台上宣布“我们不会让任何人劫持利比亚政府”，并补充说利比亚军队在亲政府民兵的帮助下已下令逮捕哈夫塔尔。 

## 第二次
2014年5月18日，忠于哈夫塔尔将军的部队冲进了议会大楼试图再次控制政府, 同时部队中还有部分津坦旅成员。利比亚政府认为这是一次未遂政变。